# لوکوتسروو
لوکوتسروو (به صربی: Lukocrevo) یک منطقهٔ مسکونی در صربستان است که در نووی پازار واقع شده‌است.